# 小行星21801
小行星21801（21801 Ančerl）是一颗绕太阳运转的小行星，为主小行星带小行星。该小行星于1999年10月2日发现。

## 轨道参数
小行星21801的轨道半长轴为2.3929894 UA，离心率为0.093。